# Маяк в Галактике

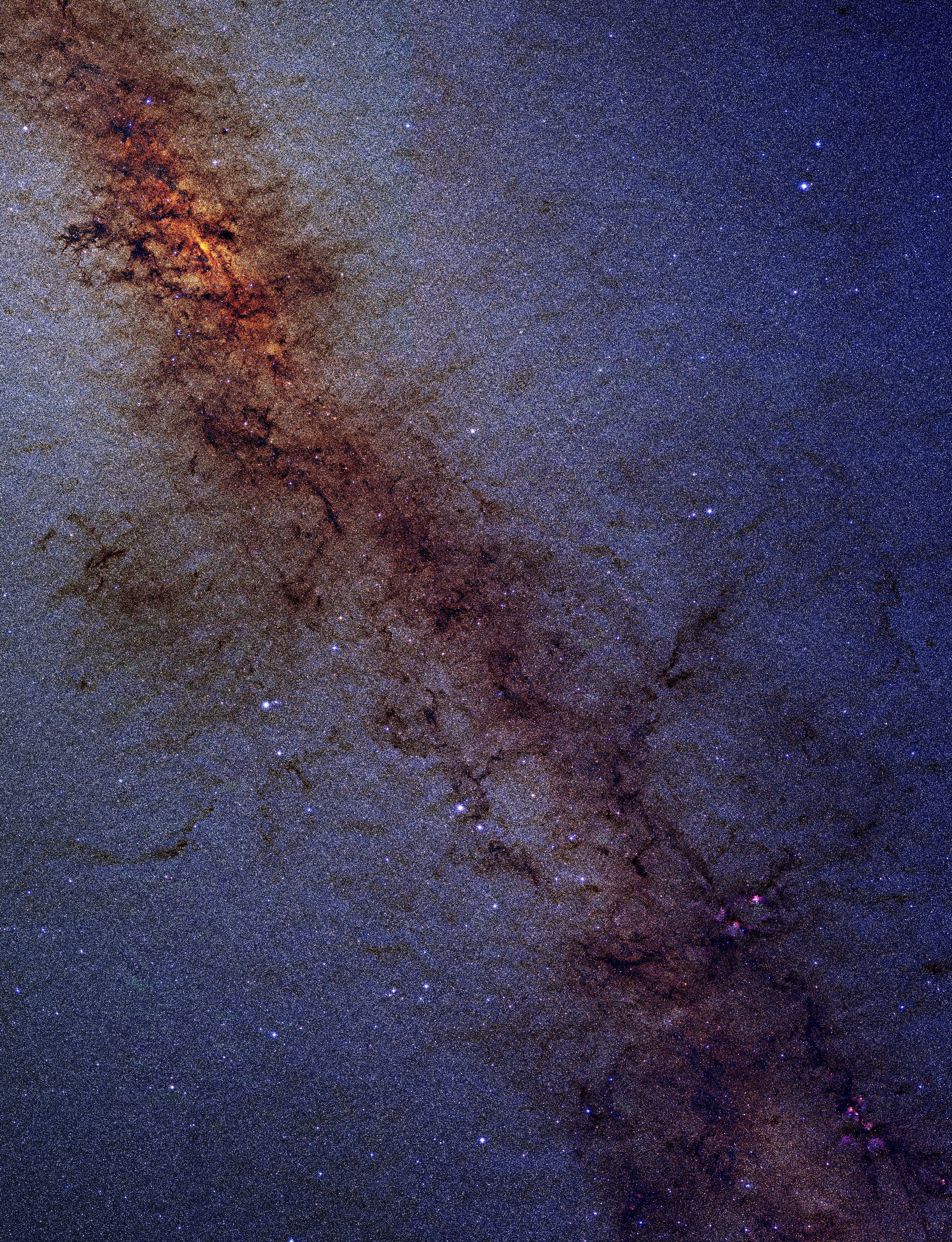
Галактический центр «Млечного Пути» в инфракрасном диапазоне, место куда будет направлено послание

Маяк в Галактике (англ. Beacon in the Galaxy, BITG) — радиосигнал, который собираются отправить в концентрическую область в четырёх килопарсеках от центра нашей галактики Млечный Путь, привлёкшую внимание ученых проекта SETI с точки зрения обнаружения техносигнатур.
По мнению авторов послания из США, Китая, Великобритании и Нидерландов, галактический центр и шаровые звездные скопления — древнейшие части Млечного Пути, там вероятнее всего есть разумная жизнь.
Не все учёные разделяют настрой специалистов проекта SETI, предлагая провести голосования среди жителей планеты Земля, считая, что послание может привести к опасным последствиям.
Послание состоит из 13 слайдов в двоичном коде, оно начинается и заканчивается набором простых чисел, задающих алфавит, на котором записана остальная информация.
Цель послания, как и «Послания Аресибо», — найти разумную жизнь на других планетах, отличие в том, что в его тексте указан «обратный номер», частота волны, на которой люди будут ждать ответ — 2380 Мегагерц.

## История

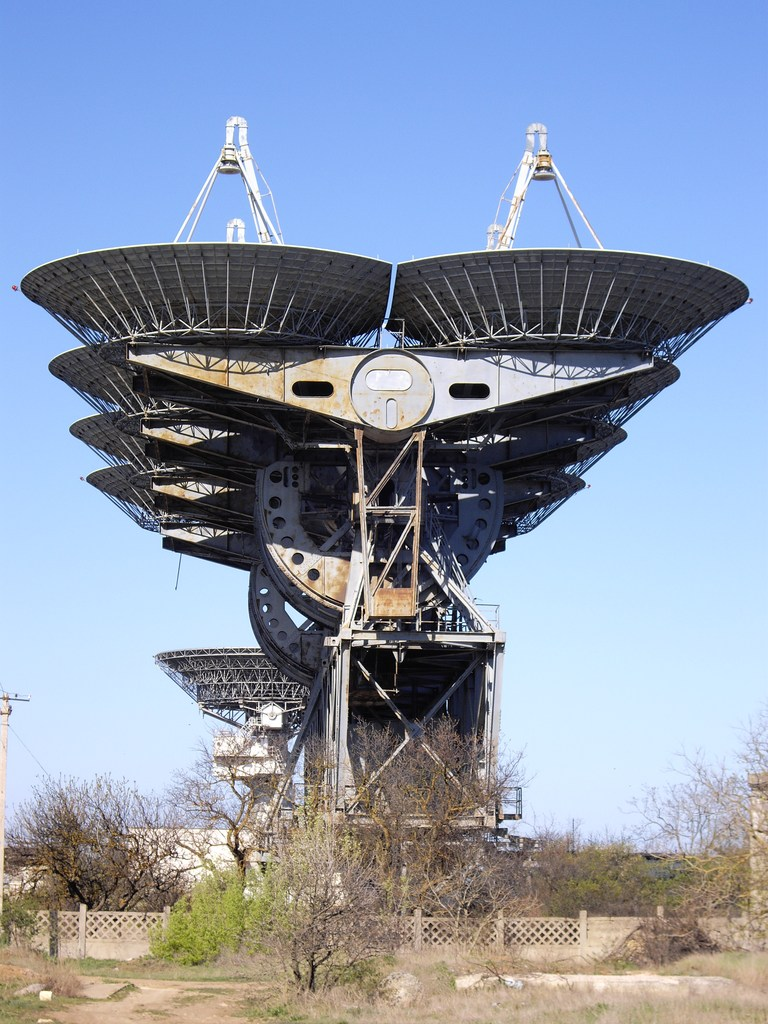
Евпаторийский Центр дальней космической связи откуда было отправлено послание «Мир», «Ленин», «СССР»

Первое послание в космос от человечества было отправлено в ноябре 1962 года с радиокомплекса Евпаторийского центра дальней космической связи в Крыму, и состояло из трёх слов, переданных азбукой Морзе: «Мир», «Ленин», «СССР». По мнению ученых, послание достигнет звезды HD 131336 в созвездии Весов через 800 лет. В 1974 году в горах Пуэрто-Рико недалеко от города Аресибо, после реконструкции открывали крупнейший на тот момент радиотелескоп диаметром 304,8 метра, с которого передали послание получившее название «Послание Аресибо». Подготовить её доверили астрономам Фрэнку Дрейку и Карлу Сагану. Они записал двоичным кодом в прямоугольном рисунке размером 23 на 73 точки, самую важную, с их точки зрения, информацию о Земле и её обитателях: числа от одного до десяти, атомные номера основных химических элементов: водорода, углерода, азота, кислорода и фосфора, молекулярные формулы нескольких нуклеотидов ДНК, количество их в геноме человека, а также схематичные изображения человека, молекулы ДНК, Солнечной системы и самого телескопа. 

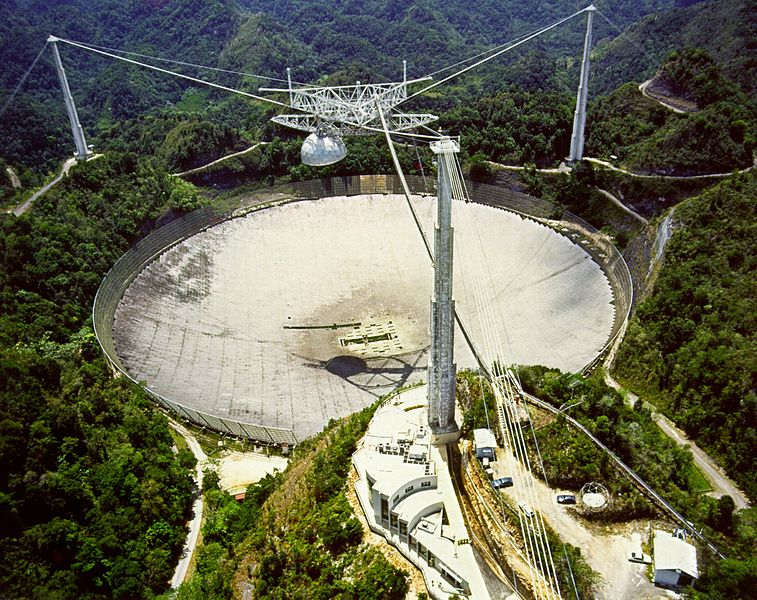
Обсерватория Аресибо из которой отправили послание в 1974 году

После «Аресибо», было ещё несколько попыток с 1999 года. В отличие от «Послания Аресибо», эти послания нацеливали на ближайшие звезды, от 17 до 69 световых лет, в надежде дождаться ответа. В 2017-м с радиоантенны Европейской научной ассоциации некогерентного рассеяния (EISCAT) в Тромсё в Норвегии отправили сигнал к ближайшей к Земле потенциально обитаемой экзопланете GJ 273b в 12 световых годах от Земли в системе звезды Лейтена из созвездия Малого Пса. Помимо основных научных и математических данных, в него вложили 33 коротких музыкальных произведения в двоичном коде на двух разных радиочастотах.

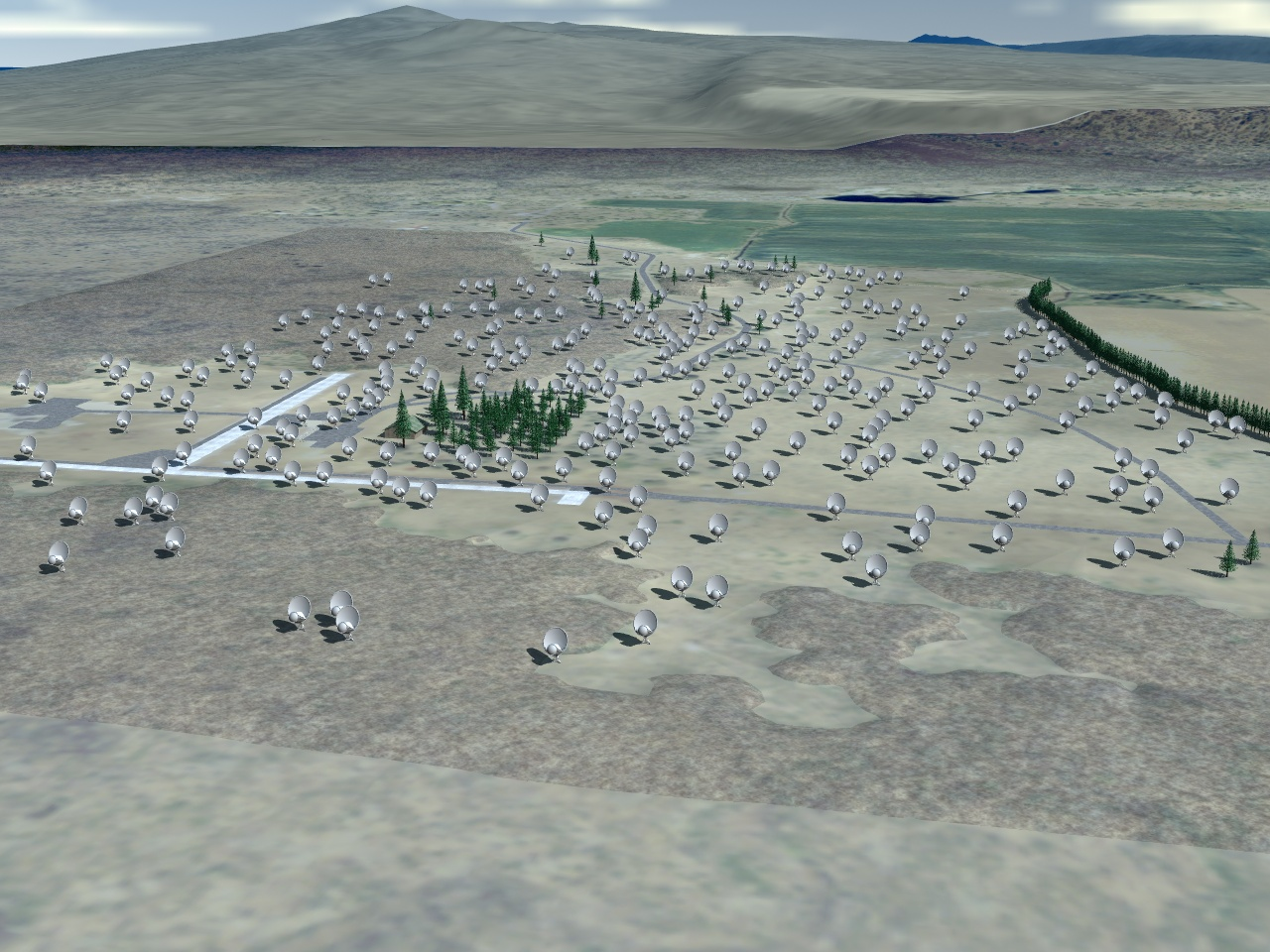
«Антенная решетка Аллена»

К 2022 году астрономы обнаружили тысячи планет в нашей галактике потенциально пригодных для жизни. Проект SETI, авторам которого поручили составить «Послание Аресибо» в 1974 году, появился в 1959 году, начало ему дала статья «Поиски межзвездных сообщений». Её авторами были два астрофизика, американец Филип Мориссон и итальянец Джузеппе Коккони. Они рекомендовали искать сигнал от инопланетян на длине волны 21 сантиметр и частоте 1420 мегагерц. Это радиолиния излучения нейтрального атомарного водорода во Вселенной.

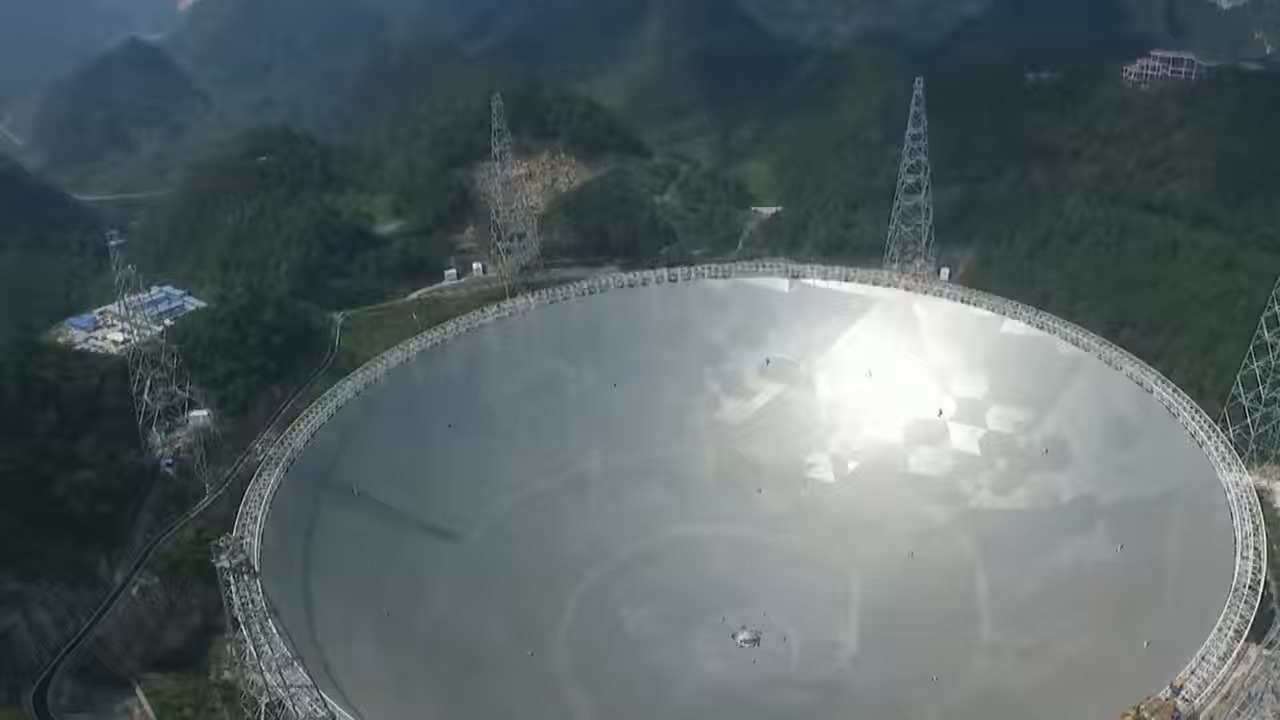
FAST

В декабре 2020-го радиотелескоп Аресибо разрушился из-за старости, однако проект SETI продолжают другие более современные обсерватории. Среди них - крупнейший сферический радиотелескоп FAST диаметром 500 метров на юге Китая и «Антенная решетка Аллена», комплекс из 42 спутниковых антенн в северной Калифорнии. Именно с их помощью специалистами проекта SETI планируют отправить новое послание в космос.

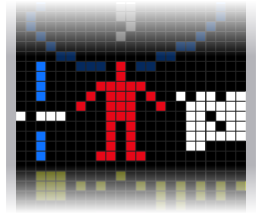
Фрагмент «Послания Аресибо»

Послание назвали «Beacon in the Galaxy» сокращенно «BITG», что переводится на русский как «Маяк в Галактике». Послание, по мнению авторов, является обновлённой версией «Послания Аресибо». Прошло уже 50 лет с тех пор, как было отослано оригинальное послание, новое послание содержит не только больше информации, но и учитывает развитие людей за прошедшее время. Прежде, чем послание будет отправлено, оно пройдёт экспертную оценку. Вся эта информация содержится в 13 частях по 204 000 бит или 25 500 байт. Специалисты проекта SETI сообщили о том, что выбранные радиотелескопы в Китае и северной Калифорнии необходимо будет модифицировать, чтобы отправить сообщение в виде радиоволны. Они уточнили, что лучшее время года для отправки послания будет между мартом и октябрём, так как угол наклона Земли и Солнца будет оптимальным для уменьшения помех. Выбранная ими цель представляет собой концентрическое кольцо, расположенное в 13 000 световых годах от галактического центра.

## Содержание послания

«Маяк в Галактике»

Послание состоит из 13 слайдов в двоичном коде, на основе простейшей математики. BITG начинается и заканчивается набором простых чисел, создающих алфавит, на котором записана остальная информация. Учёные считают, что сигналы, соответствующие простым числам, инопланетяне легко выделят из общего массива электромагнитных волн Ряд слайдов, иллюстрирующих математические операции, основы физики частиц, спектр атома водорода, массы наиболее распространённых на Земле элементов, структуру ДНК, строение тела мужчины и женщины, Солнечной системы, контуры земных материков и океанов, их химический состав заканчивается координатами планеты относительно основных шаровых звездных скоплений, а также указанием частоты волны, на которой люди готовы принять ответ, — 2380 мегагерц.

## Цель
Хотя на момент 2024 года не было найдено никаких объективных доказательств наличия жизни в других мирах, цель послания - отправить сигнал с закодированными данными в зону галактики «Млечный путь», где, по мнению авторов, велика вероятность наличия разумной жизни, с которой можно вступить в контакт.

## Критика и дискуссия

Агент Фокс Малдер наблюдает НЛО, кадр из сериала «Секретные материалы»

Не все разделяли энтузиазм, связанный с отправкой нового послания инопланетянам: так, например, российское издание «Pravda.ru» выпустило новостную статью под названием «Координаты планеты и „обнажёнка“ — послание от НАСА поторопит инопланетян с визитом на Землю», в которой привела цитаты ученого Андерса Сандберга, старшего научного сотрудника Оксфордского университета, считающего, что такая трансляция может быть рискованной и привести к нападению на Землю. 
Другой учёный из Оксфорда Тоби Орд предлагал провести общественное обсуждение, хотя и считал, что опасность вторжения невелика, но её нельзя исключать. Таким образом, специалисты Оксфордского университета считают, что планы НАСА транслировать данные о местоположении Земли и другую информацию о планете в космос — не лучшая идея.

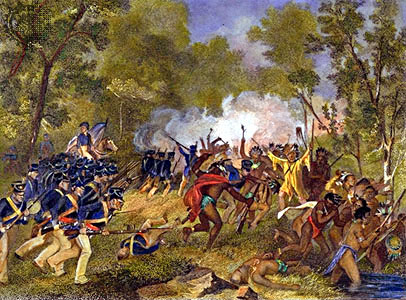
Сражение при Типпекану

Российское издание «АиФ» опубликовала статью «Земля станет мишенью? В космос хотят отправить небезопасное радиопослание», в которой автор напоминал о судьбе американских индейцев, которые тоже «рассчитывали на гуманизм», а также о мнении известного учёного Стивена Хокинга, считавшего, что отправлять подобные послания не стоит, ведь инопланетяне могут прилететь с недобрыми намерениями.

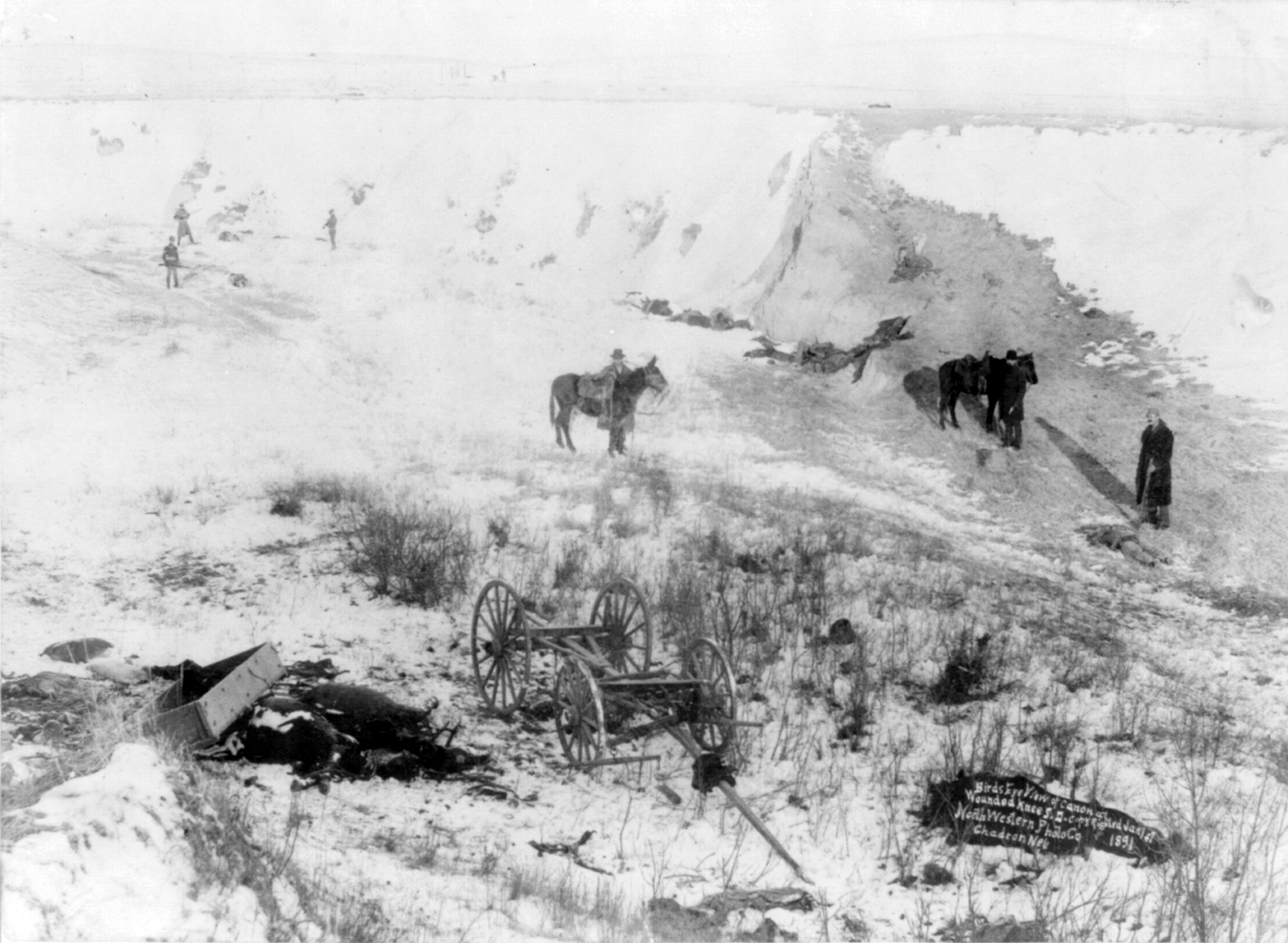
Каньон Вундед-Ни. На переднем плане — трупы лошадей, далее по дну оврага разбросаны тела индейцев

Мнение авторов проекта «Маяк в Галактике», таких, как Джонатан Цзян, по поводу опасений других учёных, сводится к тому, что опасность преувеличена и всё будет хорошо. По мнению учёных, внеземная цивилизация, способная общаться на расстоянии сотен и тысяч световых лет, наверняка будет настроена дружелюбно. Не ясно, почему учёные распространяют представления людей о морали на инопланетных гостей. Автор статьи «Aif.ru» Дмитрий Писаренко напоминает, что индейцы тоже имели основания рассчитывать на гуманизм европейцев, раз уж те смогли преодолеть гигантские расстояния, приплыв из-за океана, но этого не случилось.